# Bonifatius VIII.

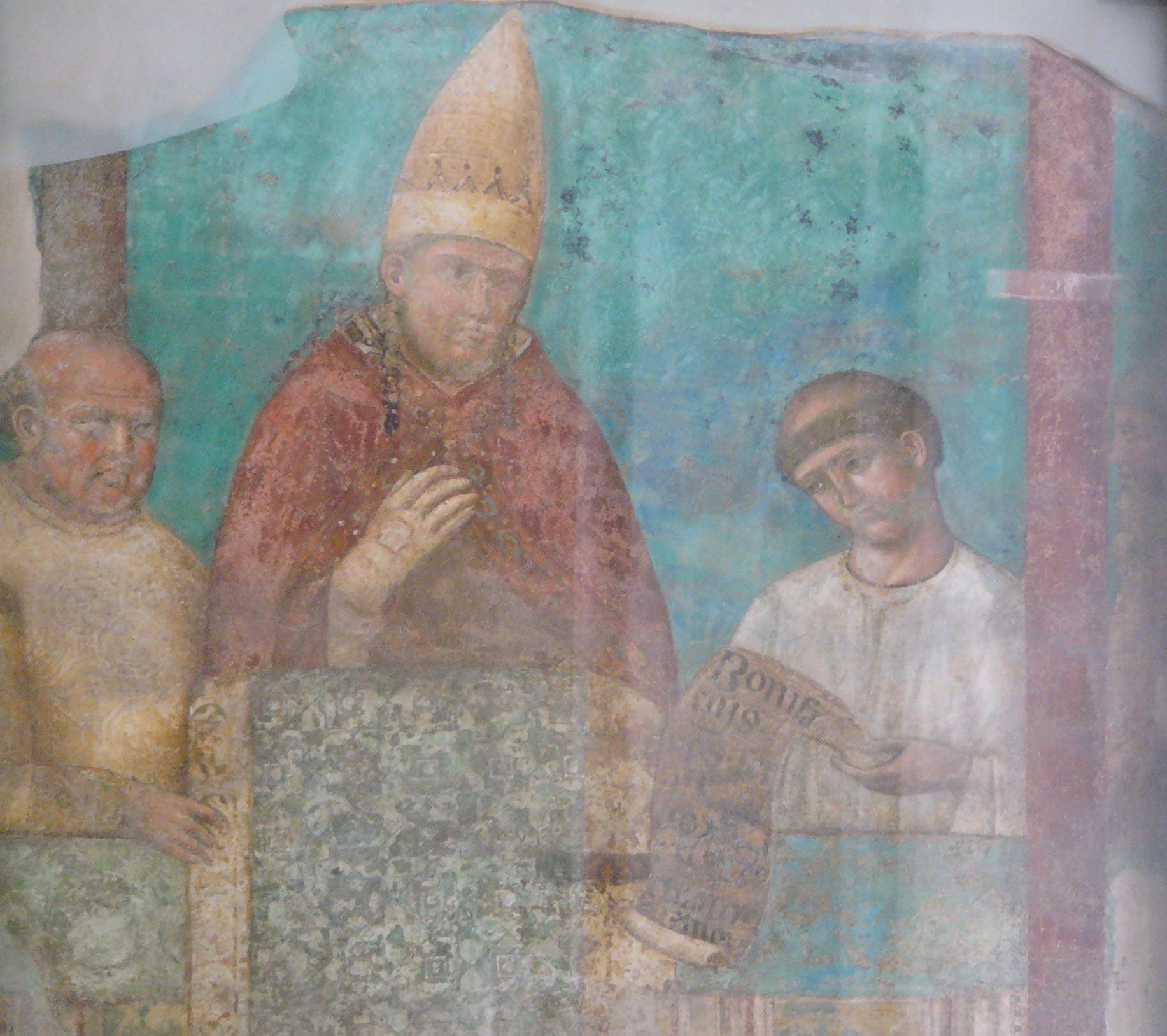
Fresko im Lateran von Giotto di Bondone (Ausschnitt): Papst Bonifatius VIII. ruft 1300 das erste Heilige Jahr aus.

Bonifatius VIII. (* um 1235 in Anagni; † 11. Oktober 1303 in Rom; geboren als Benedetto Caetani), auch Bonifaz VIII. genannt, war Papst von 1294 bis 1303. Er führte das Jubeljahr ein.

## Leben

### Frühe Jahre

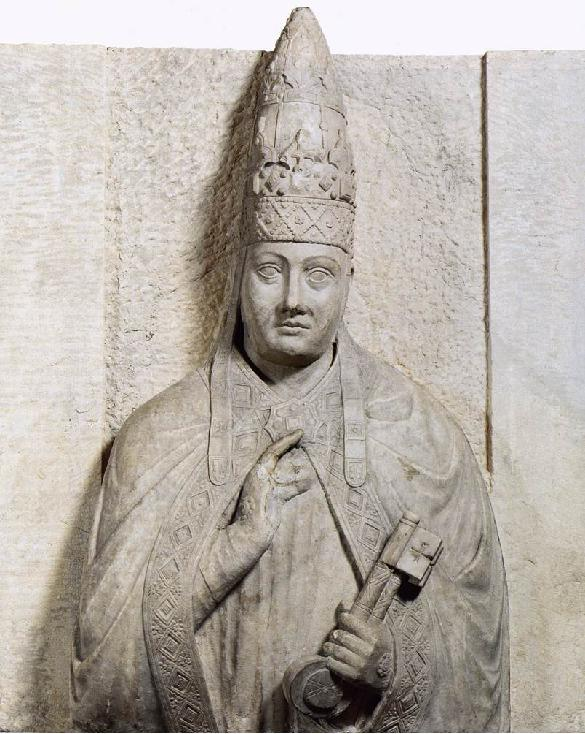
Grabstatue Bonifatius VIII. von Arnolfo di Cambio, heute im Museo dell’Opera del Duomo in Florenz. Sie zeigt den Papst mit porträthaften Zügen in mittlerem Alter.

Benedetto Caetani wurde um 1235 in Anagni (Latium) geboren, 60 km südöstlich von Rom. Er war mütterlicherseits der Neffe Alexanders IV., der ihn 1260 zum Kanonikus an der Kathedrale von Todi ernannte. 1264 begleitete er als Sekretär den päpstlichen Legaten Simon de Brie, den späteren Papst Martin IV., nach Paris. Als Begleiter des Kardinallegaten in England, Ottobono Fieschi, geriet Caetani wenige Jahre später in Gefangenschaft und wurde durch den späteren König Eduard I. befreit. 1276 hielt er sich erneut in Frankreich auf, um in päpstlichem Auftrag die Einnahmen des Kirchenzehnten zu überwachen.
1281 wurde er Kardinaldiakon mit der Titelkirche San Nicola, 1291 von Papst Nikolaus IV. zum Kardinalpriester der Titelkirche Santi Silvestro e Martino ai Monti befördert und schließlich 1294 maßgeblicher Berater des nach langem Konklave gewählten Mönch-Papstes Coelestin V.

### Pontifikat

#### Papstwahl
Der schon greise Coelestin stand zwar im Ruf der Heiligkeit, sah sich aber im Spannungsfeld einflussreicher Adelsfamilien bald überfordert und geriet unter Druck von Karl II. von Neapel, dem Sohn Karls von Anjou. Der Kardinal riet ihm daher zur baldigen Abdankung, die Coelestin durch eine eigens erlassene Konstitution noch regelte. Caetani galt als sein logischer Nachfolger, und das Konklave wählte ihn nach kurzer Beratung am 24. Dezember 1294 ins Amt. Er verlegte den Papstsitz von Neapel zurück nach Rom und wurde am 23. Januar 1295 in der Petersbasilika gekrönt. Bis zum Tod seines Vorgängers im Jahr 1296 ließ er Coelestin jedoch aus Angst vor einem Schisma in Ehrenhaft halten. Seine Gegner, darunter die Franziskaner und die Kardinäle aus dem ghibellinischen Hause Colonna, erkannten die Amtsniederlegung Coelestins und die Legitimität der Wahl nicht an.
Bonifatius war wegen seines Hochmuts berüchtigt. In die Tiara führte er den zweiten Kronreif ein. Einen ebenso hochmütigen wie skrupellosen Gegner fand er im französischen König Philipp dem Schönen.

#### Auseinandersetzung um Sizilien
Obwohl er anfangs von den in Süditalien regierenden Franzosen aus dem Haus Anjou abhängig war, entwickelte sich Caetani bald zu einem der mächtigsten Päpste.
Der Streit um das Königreich Sizilien, der bis zur Schlacht bei Benevent 1266 von der Auseinandersetzung des Papsttums mit den Staufern geprägt war, ging weiter. An die Stelle der Staufer waren jedoch zwei neue Mächte getreten, Frankreich und Aragón. Deren Truppen standen sich nicht nur in den Pyrenäen gegenüber, sondern auch in Italien, wo die Aragoneser Sizilien besetzt hatten. Das Haus Anjou, eine Nebenlinie des französischen Königshauses, regierte von Neapel aus das Festland südlich des Kirchenstaates. Der Papst beanspruchte die Lehnshoheit über Sizilien und versuchte, durch Verträge seine politische Macht zu festigen.
König Jakob I. von Sizilien folgte 1291 als Jakob II. seinem Bruder Alfons III. als König von Aragón. Statthalter für Sizilien wurde sein jüngerer Bruder Friedrich. Friedrich war, wie alle Söhne des aragonesischen Königs Peter III. und seiner Frau Konstanze, ein Enkel Manfreds, des letzten staufischen Königs von Sizilien. Bonifatius VIII. gelang es, im Frieden von Anagni am 20. Juni 1295 Jakob II. durch Zugeständnisse in anderen Fragen davon zu überzeugen, Sizilien aufzugeben. Jakob schwenkte offiziell auf die Linie des Papstes und Karls II. von Neapel ein, indem er Sizilien an den Papst abtrat. Bonifatius VIII. war bestrebt, Sizilien an Karl II. zu übertragen. Das Volk von Sizilien sprach sich jedoch eindeutig für Friedrich als König aus. Der Papst bemerkte nicht, dass für die Sizilianer das päpstliche Lehnsrecht, das ohnehin während des gesamten 13. Jahrhunderts kaum durchgesetzt werden konnte, eine geringere Rolle spielte als der in Palermo residierende König oder sein Statthalter. Friedrich sollte durch die Übertragung der byzantinischen Kaiserkrone zum Verzicht auf Sizilien bewegt werden. Doch weil der Papst weder das Recht noch die Macht hatte, diese Krone an irgendwen zu vergeben, lehnte Friedrich diesen Tausch ab. Er krönte sich am 25. März 1296 zum König von Sizilien und nannte sich Friedrich III. Als Nachfolger des Kaisers Friedrich II. wollte er bewusst die staufische Tradition fortführen. Papst Bonifatius schaffte es, Jakob II. gegen seinen Bruder aufzubringen. Im Bündnis mit dem in Neapel residierenden Karl II. führte Jakob einen Feldzug gegen den eigenen Bruder. Sizilien leistete sechs Jahre lang erfolgreich Widerstand. Schließlich kam es am 29. August 1302 zum Friedensvertrag von Caltabellotta, dem sich der Papst widerwillig anschloss. Friedrich war bereit, als Rex Trinacriae Sizilien zu regieren. Dafür durfte sich Karl weiterhin König von Neapel-Sizilien nennen. Friedrich heiratete dann Eleonore, die Tochter Karls.
Unter Verfolgungen hatten zur Amtszeit von Papst Bonifatius die Juden zu leiden. Weil er die Verfolgungen seiner wehrlosen Gemeinde beenden wollte, nahm der Rabbiner Elia de Pomis selbstlos alle, auch unhaltbare Beschuldigungen gegen die Gemeinde auf sich und ließ sich verbrennen. Er war das erste Opfer dieser Art in Italien.

#### Anerkennung Albrechts I.
Als in Deutschland Albrecht I. nach der Absetzung Königs Adolf von Nassau am 23. Juni 1298 der zweite Nachfolger seines Vaters Rudolf von Habsburg wurde, verweigerte ihm der Papst zunächst die Anerkennung und nannte ihn einen „Majestätsverbrecher“. Später nannte er ihn, durch Fakten gezwungen, den „Monarch aller Monarchen“.

#### Wissenschaften
Bonifatius war ein versierter Jurist, wie seine Zusammenstellung des Liber Sextus im Corpus Iuris Canonici (1298) zeigt. Er gründete in Rom die Universität La Sapienza. Wissenschaft ohne Grenzen schätzte er allerdings nicht: So verbot er beispielsweise 1299 das Zerstückeln oder Kochen von Leichen, wodurch die wissenschaftliche Sektion und die Erforschung der Anatomie in Verruf gerieten.

#### Heiliges Jahr
Angesichts der im Jahr 1300 nach Rom strömenden Pilgermengen rief er dieses Jahr als Heiliges Jahr (Jubeljahr) aus und institutionalisierte es durch die Bulle Antiquorum habet fida relatio vom 22. Februar 1300 für alle 100 Jahre. Allen Pilgern, die in diesem Jahr nach Rom kamen, versprach er einen Ablass. Es wurde damit auch ein Ablassjahr zur Nachfinanzierung der Kreuzzüge geschaffen. Zwei Millionen Menschen kamen nach Rom, so dass sich der Papst gezwungen sah, eine Regelung für die Nutzung der Engelsbrücke vorzugeben: Die Pilger hatten sozusagen Linksverkehr einzuhalten.

#### Konflikt mit Philipp von Frankreich und den Colonna
Durch die Besteuerung des französischen Klerus kam es zum Zusammenstoß zwischen dem Papst und König Philipp IV. von Frankreich. In der Bulle Clericis laicos, die mit der Behauptung begann, „Laien seien die Feinde des Klerus“, stellte der Papst am 25. Februar 1296 umstrittene Behauptungen und Forderungen auf. Doch musste er diese bereits am 22. Juli 1297 in der Bulle Etsi de statu zurücknehmen, als er in Konflikt mit den Colonna-Kardinälen Giacomo und Pietro geraten war.
Diese hatten ein Manifest verfasst, das die Abdankung von Papst Coelestin für illegal erklärte. In zwei weiteren Manifesten verurteilten sie die Amtsführung des Papstes. Darauf begann der Papst, einen blutigen Krieg gegen die Colonna zu führen. Er beschlagnahmte deren Besitz für seine Nepoten und setzte die Colonna-Kardinäle ab. Auch ließ er die colonnischen Städte Colonna, Zagarolo und vor allem Palestrina, den Stammsitz der Colonna, zerstören. Die verfolgten Kardinäle flohen daraufhin zum französischen König. Es kam zu einer erneuten Auseinandersetzung zwischen dem König und dem Papst, die unter anderem zur Festnahme des päpstlichen Legaten in Frankreich 1301 führte und am 18. November 1302 in der bekanntesten Bulle Unam Sanctam gipfelte.
Die Bulle ist unmittelbar gegen den französischen König gerichtet und betonte den unbedingten Vorrang der geistlichen vor der weltlichen Macht, denn es gebe nach Lk 22,38  zwei Schwerter, von denen das geistliche von der Kirche, das weltliche für die Kirche gebraucht werde. Mit der Zwei-Schwerter-Theorie begründete das Papsttum seinen Anspruch auf unbegrenzte Gewalt über alle Kronen und Völker in der Welt.
Politisch verstanden konnten die Ansprüche des Papsttums nie durchgesetzt werden. Der Konflikt um das Verhältnis von geistlicher und weltlicher Macht fand im Anspruch dieser Bulle einen neuen Höhepunkt, durchzog aber schon seit Papst Gregor VII. die gesamte abendländische Geschichte.

#### Attentat von Anagni

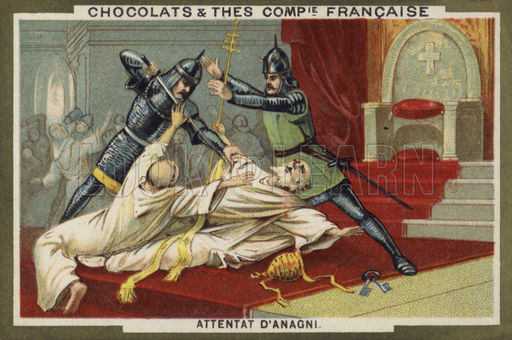
Darstellung des Attentats von Anagni

Auf Betreiben der mit Bonifatius in Fehde stehenden Familie Colonna erhob im Juni 1303 in Paris eine Versammlung von Prälaten und Baronen gegen den Papst schwerste Anschuldigungen mit dem Zweck, ein allgemeines Konzil zur Absetzung des Papstes herbeizuführen. Als der König von Frankreich, Philipp der Schöne, sich dies zu eigen machte, berief Bonifatius für den 8. September 1303 ein päpstliches Konsistorium ein. Auf diesem sollte feierlich die Exkommunikation von Philipp IV. verkündet werden.
Einen Tag zuvor, am 7. September 1303, kam es jedoch zum Attentat von Anagni, südlich von Rom. Dort hielt sich Bonifatius, wie im Sommer üblich, in seiner Sommerresidenz auf. Philipp IV. gilt als Auftraggeber des Attentats. Der König ließ durch Sciarra Colonna, dessen Familie vom Papst verfolgt wurde, und Wilhelm von Nogaret, dessen Eltern der Inquisition zum Opfer gefallen waren, mehrere Kardinalspaläste unter päpstlichem Banner mit dem Ruf „Es lebe der König von Frankreich und Colonna“ stürmen. Unter persönlichen Misshandlungen verlangte man vom Papst seinen Rücktritt, die Erstattung des enteigneten Colonna-Besitzes und die Auslieferung des Kirchschatzes an einige ältere Kardinäle. Der Papst wollte allerdings nicht abdanken. Nach zwei Tagen, am 9. September, gelang ihm mit Hilfe der Bürger von Anagni in blutigen Gefechten die Vertreibung der Eindringlinge. Er segnete seine Befreier und ging zurück nach Rom, wo er am 25. September eintraf, aber nur noch einen Monat lebte. Er starb am 11. Oktober 1303 und wurde in seiner pompösen Kapelle in Alt-St. Peter beigesetzt.

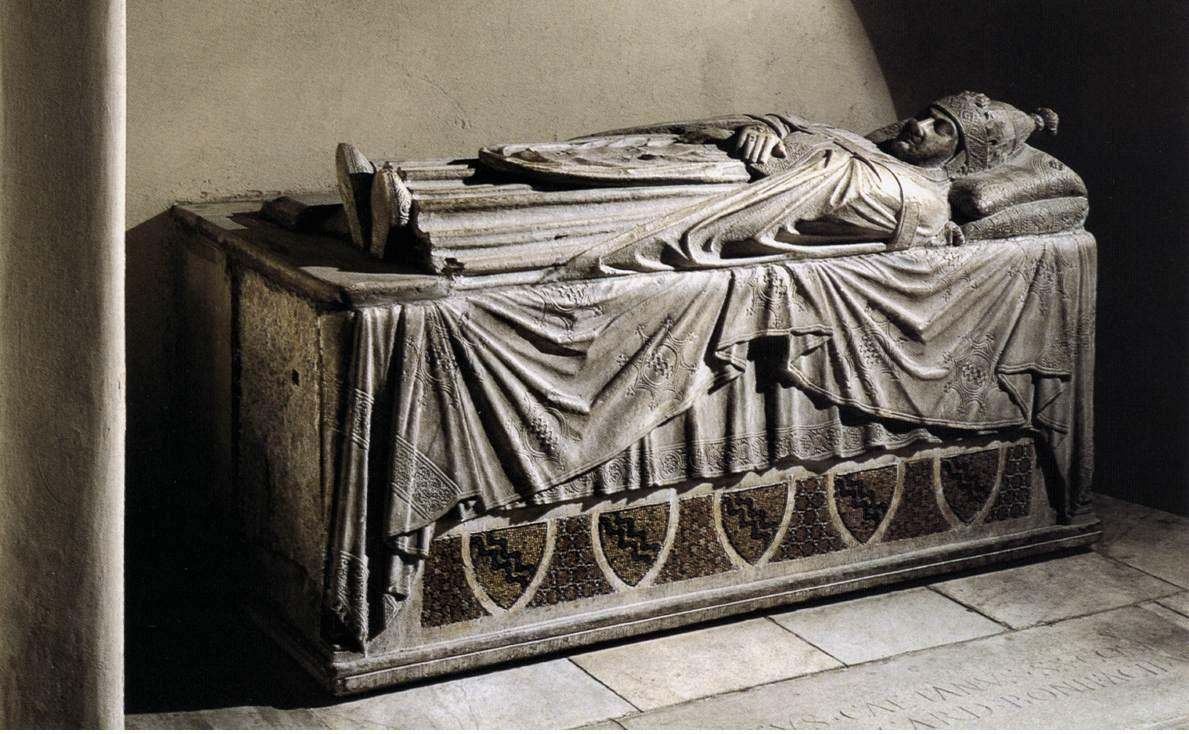
Das Grabmal von Bonifatius VIII. von Arnolfo di Cambio gestaltet. Es befindet sich heute in den vatikanischen Grotten

Die Bedeutung des Attentates wird zum Teil darin gesehen, dass den (nicht neuen) Ansprüchen des Papstes „rücksichtslose Grobheit, kalter Hohn und pietätlose Gewalttat entgegenschlugen und siegreich blieben“. Mit dem Attentat von Anagni sei „die hochmittelalterliche Geltung des Papsttums untergegangen“.
Sein Nachfolger wurde Papst Benedikt XI. und diesem nachfolgend 1305 Clemens V., vorher Erzbischof von Bordeaux. 1306 widerrief dieser die Bulle Clericis laicos und schwächte die Bulle Unam sanctam ab. Er siedelte 1309 nach Avignon über, womit die Periode päpstlicher Hegemonie im Mittelalter zu Ende ging.

## Häresieprozess
Schon kurz nach Bonifaz’ Amtsantritt kursierten Gerüchte über ketzerische Äußerungen. Sein Interesse für Naturwissenschaften (wozu im ausgehenden dreizehnten Jahrhundert auch Magie und Alchemie zu zählen sind) sorgte für die üblichen Verdächtigungen. Nach dem Tod des Papstes setzte König Philipp IV. von Frankreich – der auch den Templerprozess inszenieren ließ – im Jahr 1310 durch, dass Clemens V. einen postumen Prozess gegen Bonifatius VIII. wegen Häresie eröffnete. Philipps Motiv dafür war persönlicher Hass auf seinen früheren Feind, der den Exkommunikationsprozess gegen ihn betrieben hatte, doch sind die zahlreichen gesammelten Zeugenaussagen über Bonifatius zum Teil glaubwürdig, wenn auch der größere Teil nachweislich falsch ist (u. a. der Teufelspakt, sexuelle Übergriffe u. ä.) und die Übereinstimmung der verschiedenen Berichte offenbar auf Absprachen beruht. Es lässt sich aber nicht ausschließen, dass er sich tatsächlich mit manchmal nihilistisch-hedonistischen, manchmal auch mit kritisch-freigeistigen Äußerungen hervorgetan hat, wie sie ähnlich auch von anderen Personen dieser Zeit überliefert werden. Die durch die Kreuzzüge unvermeidliche Begegnung mit dem Orient brachte die mittelalterliche Harmonie der Weltordnung bereits merklich ins Wanken. Besonders ergiebig war in dieser Hinsicht die Zeugenbefragung von Groseau im August und September 1310.
Nicht nur die oben zitierten Aussagen des Papstes sind in den Protokollen dieses Verhörs überliefert, sondern auch weitere Aussprüche wie:
- „Geschlechtsverkehr und die Befriedigung der Naturtriebe ist so wenig ein Vergehen wie Händewaschen“;
- „Paradies und Hölle gibt es nur in dieser Welt, nicht im Jenseits; wer gesund, reich und glücklich ist, hat das Paradies auf Erden“;
- „Alle drei Religionen und besonders das Christentum enthalten neben Wahrem viel Falsches. Die christliche Wahrheit ist, dass ein Gott existiert, dagegen ist die Reihe des Unwahren lang, sie schließt Dreieinigkeit, jungfräuliche Geburt, Menschwerdung Christi, die Verwandlung von Brot und Wein in den Leib Christi und die Auferstehung der Toten mit ein.“
- „Welchen Reichtum beschert uns doch dieses Märchen von Christus.“

Selbst wenn Bonifaz VIII. so gedacht haben sollte, flossen diese Meinungsäußerungen jedoch zu keinem Zeitpunkt in sein päpstliches Amtsverhalten ein. Trotz dieser Aussagen blieb der Prozess 1311 und 1312 nach erneuter Vorladung von Zeugen ergebnislos.

## Weissagung an Kyrill von Konstantinopel
Im Oraculum angelicum S. Cyrilli wird die Botschaft eines Engels geschildert, die Kyrill von Konstantinopel empfangen haben will. Sie betrifft Papst Bonifatius VIII. insofern, als sie sich auf die politische Situation in Italien im Zeitraum von 1254 bis zu Bonifatius VIII. bezieht.

## Schriften
- Liber sextus Decretalium. Mit der Glosse des Johannes Andreae. Michael Wenßler, Basel 1476 Digitalisierte Ausgabe.
- Liber sextus Decretalium. Mit der Glosse des Johannes Andreae. Peter Drach, Speyer 1481 (Digitalisat).
- Liber sextus Decretalium. Mit der Glosse des Johannes Andreae. Anton Koberger, Nürnberg 12. III. 1482 (Digitalisierte Ausgabe).
- Liber sextus Decretalium. Mit der Glosse des Johannes Andreae. Nikolaus Keßler, Basel nicht nach 1489 (Digitalisat).
- Liber sextus Decretalium. Mit der Glosse des Johannes Andreae. Heinrich Eggestein, Straßburg um 1470/72 (Digitalisat).
- Liber sextus Decretalium. Baptista de Tortis, Venedig 20. XII. 1496 (Digitalisat).